# Palamède (roman)
Pour les articles homonymes, voir Palamède.
Palamède est le nom conventionnel d'un roman arthurien en français du XIIIe siècle. Son titre fait référence au chevalier de la Table ronde Palamède. Il comprend deux parties qui ont ensuite été éditées indépendamment au XVIe siècle : Meliadus, dédié au roi Méliadus (en), père de Tristan, et Guiron le Courtois, centré sur le chevalier errant Guiron le Courtois (en).